# سرجیو گونزالس (بازیکن فوتبال، زاده ۱۹۶۱)
سرجیو گونزالس (انگلیسی: Sergio González; ۲۱ مارس ۱۹۶۱ – ۱۳ ژوئیهٔ ۲۰۲۰) بازیکن فوتبال اهل آرژانتین بود.
از باشگاه‌هایی که در آن بازی کرده‌است می‌توان به باشگاه فوتبال آریس سالونیک و باشگاه فوتبال رویال آنتورپ اشاره کرد.